# Left 4 Dead 2
Left 4 Dead 2 er en forsættelse til Valve Corporations Left 4 Dead. Det blev annonceret ved E3 2009 med en trailer og udkom til både Xbox 360 og Windows d. 17 november 2009. 

## Plot
Spillet foregår i de Amerikanske sydstater, hvor man starter i Savannah, Georgia og slutter i New Orleans, Louisiana. Spillet indeholder fire nye overlevende, med deres baggrundshistorie afsløret med små hinter igennem spillet. Af de overlevende kan nævnes Coach, en high-school football træner, Rochelle, en rapporter for et lokalt kabel firma, Ellis, en drenge mekaniker, og Nick, en gambler og bondefanger.

## Left 4 dead kontra left 4 dead 2
Left 4 Dead 2 ligner det første på mange punkter, men til forskel er der kommet flere special infected og flere våben. En anden ting er at banerne er lavet så man kan spille dem alle som en lang historie uafhængigt af hinanden. Det vil sige at i del 1 af kampagne slutter man med at flygte i en bil, hvor man i del 2 af kampagne vil starte med at stige af samme bil.